# Первая конная (фильм, 1941)
«Первая конная» (другое название — «Прорыв Польского фронта в 1920 году») — советский художественный фильм по одноимённой пьесе Всеволода Вишневского. Фильм на экраны не вышел, но копия сохранилась.

## Сюжет
Историко-революционный фильм, действие которого происходит в 1920 году на Польском фронте. Фильм воссоздаёт становление и боевой путь легендарного соединения — 1-й Конной армии красных. По идеологическим причинам картина не вышла на экраны страны (отрицательно оценили фильм полководцы К. Е. Ворошилов, С. М. Будённый, Е. А. Щаденко, С. К. Тимошенко и Г. И. Кулик).

## В ролях
- Семён Гольдштаб — И. В. Сталин
- Николай Боголюбов — К. Е. Ворошилов
- Александр Хвыля — С. М. Будённый
- Владимир Кабатченко — С. К. Тимошенко
- П. Новик — И. Р. Апанасенко
- Яков Рыков — А. Я. Пархоменко
- Михаил Викторов — И. В. Тюленев
- Михаил Брылкин — Петро Таран
- Раиса Есипова — Кременецкая
- Михаил Яншин — комендант станции
- Евгений Калужский — Пилсудский
- Алексей Грибов — атаман Коцура
- Георгий Сочевко — казак Василий Деньга

## Съёмочная группа
- Автор сценария: Всеволод Вишневский
- Режиссёры: Ефим Дзиган и Георгий Берёзко
- Ассистенты режиссёры: К. Эггерс, В. Кишмишев, П. Серёгин
- Помощники режиссёра: Ф. Зильберт, А. Паршин
- Операторы: Евгений Андриканис, Валентин Захаров, Галина Пышкова
- Художник: В. Пантелеев
- Художник-гримёр: А. Ермолов
- Монтажёр: Евгения Абдиркина
- Композиторы: Николай Крюков, Гавриил Попов
- Автор текстов песен: Георгий Берёзко
- Звукооператоры: Ольга Упейник, И. Евтеев-Вольский, Сергей Минервин
- Консультант по военным вопросам: С. Кипперман
- Директора картины: Виктор Биязи, В. Гутин
- Художественный руководитель: Сергей Эйзенштейн